# برمون ياباني
برمون ياباني (الاسم العلمي: Lates japonicus) (بالإنجليزية: Japanese lates)‏ هو نوع من الأسماك يتبع جنس البرمون من الفصيلة البرمونية.